# Завод суперфосфату в Порт-Аделаїда
Завод суперфосфату в Порт-Аделаїда – колишній виробничий майданчик у австралійському місті Аделаїда.
Ще в 1882 році компанія Adelaide Chemical Works Company (з 1904-го була перетворена на Adelaide Chemical and Fertiliser Company Ltd). запустила хімічний заводі в Торренсвіллі (в центрі сучасного міста Аделаїда), а у 1894-му започаткувала другий майданчик в Порт-Аделаїда. Газетна стаття від 1900 року зазначала, що завод в Порт-Аделаїді вже як шість місяців здійснює продукування фосфорного добрива – суперфосфату, для чого потрібно щорічно імпортувати 4 тисячі фосфоритів з США. Суперфосфат отримували обробкою фосфоритів сульфатною кислотою, яку продукували тут же шляхом спалювання сірки.
Зростання попиту знаходило своє відображення в нарощування потужностей заводу, який станом на 1917-й міг щорічно випускати 20 тисяч тонн суперфосфату.
Вже наприкінці 1910-х років розвиток заводів Adelaide Chemical and Fertiliser загальмувався, оскільки вона зустрілась зі зростаючою конкуренцією сторони Wallaroo-Mount Lyell Fertilisers (мала суперфосфатні заводи у Валлару та Біркенгеді), а потім і Cresco Fertilizers (випускала суперфосфат в Порт-Лінкольні, Валлару та Біркенгеді). У 1932-му на тлі наслідків світової економічної кризи вирішили зосередити все виробництво на майданчику в Порт-Аделаїда і в 1933-му завершили перенесення сюди обладнання з заводу в Торренсвіллі.
В 1955-му Adelaide Chemical Works Company у спілці з іншими виробниками запустила завод сульфатної кислоти Ларгс-Норт, що знаходився в районі Біркенгем-Нортс та допоміг впоратись з дефіцитом сірчаної сировини (та відповідно сульфатної кислоти).
В 1965-му Adelaide Chemical and Fertiliser об’єднались із Wallaroo-Mount Lyell Fertilisers в компанію Adelaide & Wallaroo Fertilizers Limited, яка вже на початку 1970-х поглинула Cresco Fertilizers. Таким чином, всі суперфосфатні заводи Південної Австралії опинились в одних руках, що дало змогу оптимізувати розміщення виробництва. В якийсь момент майданчик в Порт-Аделаїда почав використовуватись як дистрибуційно-складський (також відомо, що в 1987-му тут запустили нову установку для змішування та відвантаження добрив насипом та у мішках).
В 1988-му Adelaide & Wallaroo Fertilizers Limited перетворили на Top Australia Limited, яка в 1990-му вона була придбана Phosphate Co-operative Company of Australia. В 1994-му останню переменували на Pivot Limited, що в 2003-му об’єдналась з Incitec Fertilizer в компанію Incitec Pivot (у якій власникам Pivot дісталось 30% участі).
Серед речовин, які проходили через майданчик, був і нітрат амонію. В 2013 – 2014 роках після інциденту з вибухом цієї речовини в Техасі здійснили переміщення складів Incitec Pivot в інше місце.